# Das Lehrerzimmer
Das Lehrerzimmer (bra: A Sala dos Professores; prt: A Sala de Professores) é um filme de drama alemão de 2023 dirigido por İlker Çatak, que o co-escreveu com Johannes Duncker. Foi indicado para concorrer ao Panorama Audience Award no 73º Festival Internacional de Cinema de Berlim, onde teve sua estreia mundial em 18 de fevereiro de 2023.
O National Board of Review nomeou o filme como um dos cinco melhores filmes internacionais de 2023. Foi selecionado como representante alemão para o Oscar de melhor filme internacional na edição de 2024.

## Sinopse
Uma professora idealista, Carla Nowak (Leonie Benesch), tenta solucionar uma série de roubos em sua escola.

## Elenco
- Leonie Benesch - Carla Nowak
- Michael Klammer [de] - Thomas Liebenwerda
- Rafael Stachowiak [de] - Milosz Dudek
- Anne-Kathrin Gummich [de] - Dr. Bettina Böhm
- Eva Löbau [de] - Friederike Kuhn

## Lançamento
O filme foi uma seleção oficial no 48º Festival Internacional de Cinema de Toronto e no 28º Festival Internacional de Cinema de Busan em 2023.